# Visitadores y reformadores universitarios
Los visitadores y reformadores de las universidades hispanas hacían las funciones de inspectores, nombrados por el cabildo y el monarca respectivamente, eran un mecanismo de control institucional con la capacidad de modificar su organización interna y enseñanzas.

## Historia
La capacidad reformista en las universidades españolas evolucionó a lo largo del tiempo:
- Hasta el siglo XV: "constituciones", de iniciativa eclesiástica
- Siglos XV-XVI: "estatutos", de iniciativa académica (con el refrendo del monarca)
- Siglos XVI-XVII: "reformas", de iniciativa regia (con la aceptación o la protesta académica)

Había diferencias entre las visitas y las reformas:
- las "visitas" eran regulares (generalmente anuales) y asignadas a la autoridad eclesiástica de la que dependía cada universidad o colegio mayor o menor. El encargado de realizarla se denominaba "visitador" y el informe con sus propuestas "visita". No modificaba la normativa legal, sino que la utilizaba para fiscalizar la forma de vida de la comunidad académica, sus gastos, el cumplimento adecuado de sus constituciones, y la forma de administrar la justicia universitaria.[2]

- las "reformas" o "reformación" eran visitas extraordinarias, sin periodicidad fija y por iniciativa del monarca. El encargado de realizarla se denominaba "reformador" o "visitador y reformador" y el informe con sus propuestas de cambio "reforma". Lo dispuesto por esas reformas en sus aspectos económicos, académicos y organizativos, el Consejo de Castilla lo transformaba en leyes, fundamentalmente a través de Reales cédulas.

El principal proceso reformador de las tres principales universidades españolas, se produjo mediante la Real Cédula de 25 de marzo de 1771 "para el restablecimiento y arreglo de los colegios mayores". Carlos III mandó a la de Salamanca al obispo e inquisidor general Felipe Bertrán, a la de Valladolid al obispo Manuel Rubin de Celis y a la de Alcalá al vicario general de Toledo Pedro Díaz de Rojas.

## De la Universidad de Alcalá

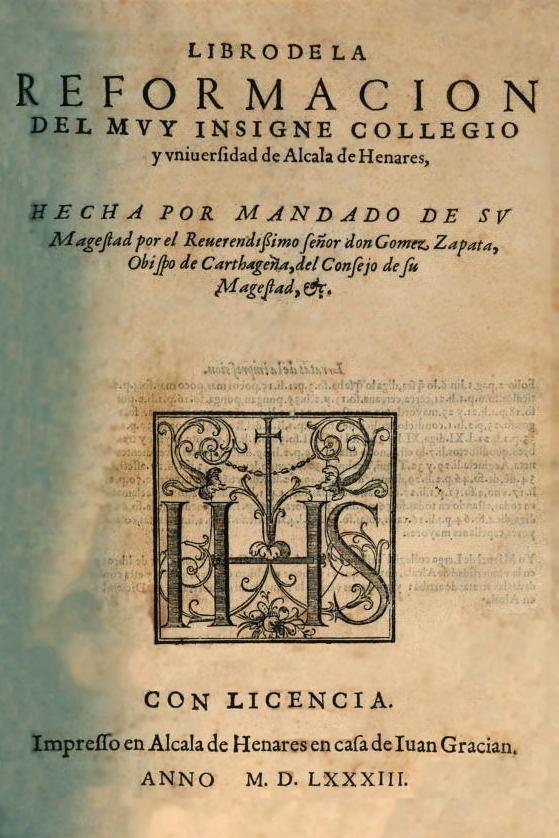
Libro de la reformacion del muy insigne collegio y vniuersidad de Alcala de Henares (Gómez Zapata, 1583).

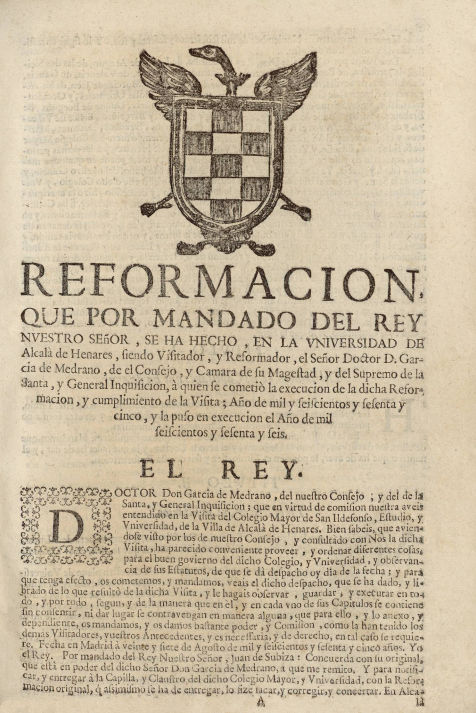
Reforma de García de Medrano de 1666 (edición de 1716)

La histórica Universidad de Alcalá (1499-1836) recibió numerosos reformadores que cambiaron su normativa interna y organización a lo largo de cuatro siglos:
- 1520: Miguel Ramírez, dominico, predicador real de Fernando II de Aragón y de Carlos I de España[10]
- 1525: Francisco Ruiz, obispo de Ávila.
- 1534: Francisco de Navarra, obispo de Ciudad Rodrigo.
- 1544: Juan de Quiñones, maestrescuela de Salamanca.
- 1555: Gaspar de Zúñiga y Avellaneda, obispo de Segovia.
- 1564-1566: Juan de Ovando y Godoy, Consejero de Castilla.
- 1577: Gómez Zapata, obispo de Cartagena.[11]
- 1593-1595: Pedro Portocarrero, obispo de Córdoba. Publicada en Real cédula del 8 de enero de 1603.
- 1611-1614: Diego Hernando (o Fernando o Fernández) de Alarcón, Consejero de Castilla.[12]
- 1617 y 1620: Pedro de Tapia, Consejero de Castilla. Publicada en Real cédula del 28 de marzo de 1617.
- 1621-1622: Luis de Salcedo
- 1627: Juan de Frucio, Consejero de Castilla.
- 1630: Francisco de Tejada
- 1630-1631: Marmolejo Ponce de León, Consejero de Castilla.
- 1653: Agustín del Hierro, Consejero de Castilla.
- 1663-1666: García de Medrano, Consejero de Castilla.[13]
- 1679: Antonio Ibarra, obispo de Almería.
- 1693: Mateo López de Dicastillo, Consejero de Castilla. Aprobada por una Real cédula del 14 de octubre de 1693.
- 1748: José Sancho Granado, obispo de Salamanca.
- 1777: Felipe Bertrán, obispo de Salamanca.[14]
- 1779: Pedro Díaz de Rojas, Abad Mayor de la Magistral de Alcalá.
- 1788-1798: Juan de Lucas López.
- 1805: Arias Antonio Mon y Velarde.